# Cecilia Andersson
Cecilia Andersson, född 4 oktober 1982 i Stockholm är en före detta svensk ishockeymålvakt. Hon deltog i de olympiska vinterspelen 2006 i Turin 2006 som andramålvakt i damlaget i ishockey och stod matcherna mot Italien och Kanada när landslaget tog silver. Anderson hade tidigare tävlat för Concordia University samt med Stars de Montréal i Canadian Women's Hockey League. Hennes moderklubb är Norrtälje IK.